# 제9기 최고인민회의 대의원 선거
제9기 최고인민회의 대의원 선거는 1990년 4월 22일에 열린 조선민주주의인민공화국의 9대 최고인민회의 선거다. 대의원 687명을 선출하였다.

## 선거 결과
| 정당           | 의석 수 |
| -------------- | ------- |
| 로동당         | 601석   |
| 조선사회민주당 | 51석    |
| 천도교청우당   | 22석    |
| 조총련         | 13석    |
| 합계           | 687석   |